# Luis Carranza (distrito)
Luis Carranza é um distrito do peru, departamento de Ayacucho, localizada na província de La Mar.

## Transporte
O distrito de Luis Carranza não é servido pelo sistema de estradas terrestres do Peru.